# Laspaúles
Laspaúles (aragónul: Las Pauls, katalánul: Les Paüls) település Spanyolországban, Huesca tartományban. Laspaúles Castejón de Sos, Montanuy, Bonansa, Veracruz, Torre la Ribera és Bisaurri községekkel határos. Lakosainak száma 251 fő (2024).

## Népesség
A település népessége az utóbbi években az alábbiak szerint változott:
| Lakosok száma | 283  | 277  | 281  | 309  | 302  | 304  | 266  | 230  | 222  | 251  |
|               | 2001 | 2004 | 2006 | 2009 | 2011 | 2014 | 2016 | 2019 | 2021 | 2024 |